# Faust XX
Faust XX (sau Faustus XX) este un film fantastic de comedie alb-negru românesc din 1966. Este scris și regizat de Ion Popescu-Gopo. Titlul scenariului este Nimic nou, doctor Faust!. Rolurile principale au fost interpretate de actorii Emil Botta, Iurie Darie și Jorj Voicu.

## Rezumat
Acțiunea filmului are loc în secolul al XX-lea. Un savant încearcă sa facă schimb de creier cu un tânăr.

## Distribuție

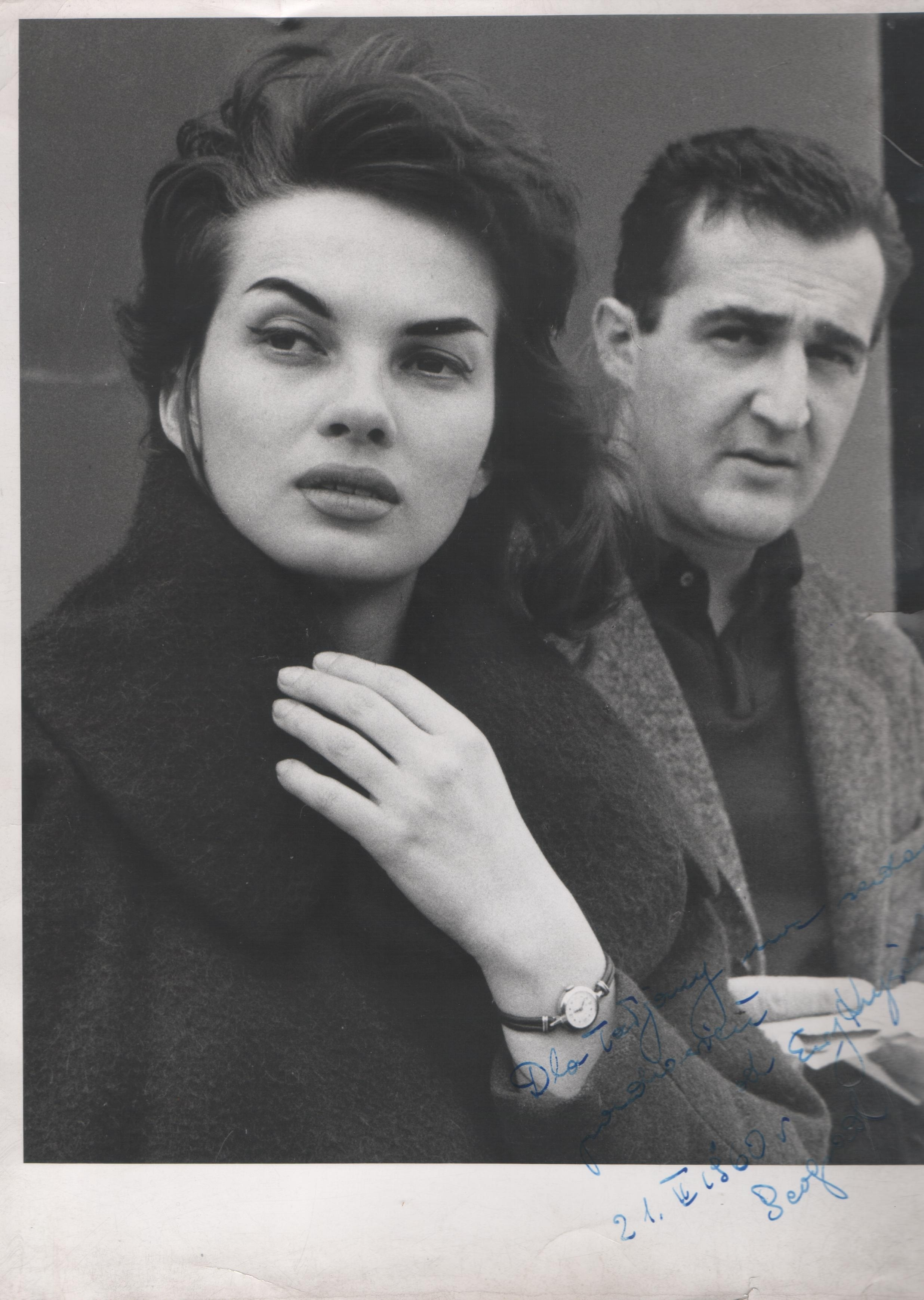
Ewa Krzyżewska în 1960

- Emil Botta — Faust, profesor universitar la Facultatea de Medicină, cercetător ștințific
- Iurie Darie — Toma, tânărul asistent al profesorului
- Jorj Voicu — Mefisto, un drac cu pregătire medicală
- Stela Popescu	— Ema, fiica profesorului, iubita lui Toma
- Ewa Krzyżewska — Margareta („diabolica Margueritte”), studentă străină la Facultatea de Medicină (menționată Ewa Krzyzewska)
- Ion Iancovescu — tatăl orb al lui Toma
- Nicolae Secăreanu — suprainspectorul trimis de Lucifer
- Constantin Lungeanu — Petre, decanul Facultății de Medicină
- Puiu Călinescu — Melech, drac inspector trimis de Lucifer
- Mircea Bogdan — Buth, drac inspector trimis de Lucifer
- Ștefan Niculescu-Cadet — servitorul profesorului (menționat Șt. Niculescu-Cadet)
- Valeria Rădulescu — cântăreața de la localul de noapte
- Cornel Gîrbea — responsabilul localului de noapte
- Ion Anghel — agentul de miliție care dactilografiază procesul verbal
- Mircea Crișan — locotenentul de miliție
- Gheorghe Șimonca — prietenul lui Toma, care îi cere datoria în localul de noapte (nemenționat)
- Ion Popescu Gopo — client al localului de noapte (nemenționat)

## Producție
Filmările au avut loc în perioada 18 martie – 27 aprilie 1966. Cele exterioare au avut loc pe platoul din Floreasca și în studioul de la Buftea; filmările interioare au avut loc la Buftea. Cheltuielile de producție s-au ridicat la 3.129.000 lei. A fost filmat alb-negru în CinemaScope.

## Primire
Filmul a fost vizionat de 1.134.757 de spectatori în cinematografele din România, după cum atestă o situație a numărului de spectatori înregistrat de filmele românești de la data premierei și până la data de 31 decembrie 2014 alcătuită de Centrul Național al Cinematografiei.

## Vezi și
- Listă de filme fantastice românești